# Asigliano Veneto
Asigliano Veneto är en ort och kommun i provinsen Vicenza i regionen Veneto i Italien. Kommunen hade 863 invånare (2018).